# Mary Mapes Dodge
Mary Mapes Dodge (26 de enero de 1831-21 de agosto de 1905) fue una escritora estadounidense de literatura juvenil y editora, principalmente conocida por su éxito editorial Hans Brinker o los patines de plata, escrito en 1865 y que se ha convertido en un clásico de la literatura juvenil estadounidense.

## Biografía
Mary Elizabeth Mapes, nació en Nueva York hija de Sophia Furman y del profesor James Jay Mapes, químico e inventor. Adquirió una buena educación con preceptores privados. En 1851, a la edad de veinte años, se casó con el abogado William Dodge y adoptó el nombre de Mary Mapes Dodge. Durante los próximos cuatro años, dará a luz dos hijos: James y Harrington. En 1857, William enfrentó serias dificultades financieras y dejó a su familia en 1858. Un mes después de su desaparición, apareció su cuerpo aparentemente ahogado, y Mary Mapes Dodge se quedó viuda.
Regresó a la granja ancestral familiar y en 1859, al tener que afrontar los gastos de educación de sus hijos, decidió empezar a escribir y publicar, trabajando con su padre para publicar dos revistas: Working Farmer y United States Journal. Durante algunos años, tuvo éxito en la publicación de cuentos, The Irvington Stories (1864), y se le pidió que escribiera una novela. Mary Mapes Dodge escribe Hans Brinker. La novela cuenta la historia del joven Hans y su hermana Gretel en Ámsterdam, quienes compiten en carreras de patines sobre hielo: el primero, gana el suficiente dinero para comprarle unos patines a su hermana y luego lo suficiente para pagar al doctor para curar a su padre; conmovido por el gesto, el médico lo opera gratis; en la siguiente competición, Hans sacrifica su oportunidad al abandonar la carrera para ayudar a un amigo a ganarla, mientras Gretel gana la carrera de las niñas y obtiene el preciado premio: unos patines de plata. El libro se vendió muy bien y con gran éxito.
Más tarde, fue editora asociada de la revista Hearth and Home, editada por la novelista Harriet Beecher Stowe, autora de La cabaña del tío Tom. En esa revista fue responsable de las secciones Casa y Niños durante años.

### St. Nicholas Magazine
Más tarde, Mary Mapes Dodge se convierte ella misma en editora al crear una innovadora revista para niños, St. Nicholas Magazine, que quiere ser un refugio para los escolares "cansados de las clases de la jornada". Recluta historias de escritores conocidos como Mark Twain, Louisa May Alcott y Robert Louis Stevenson. La revista era ya "interactiva": Mary Mapes Dodge se ocupa de las cartas enviadas por los niños, responde a sus preguntas en la sección Consejos y publica sus escritos y dibujos. Los lectores también pueden formar parte de la Liga de San Nicolás, que patrocina concursos y premia a los ganadores con las codiciadas insignias de oro y plata. En un ensayo, Mary Mapes Dodge escribe:
St. Nicholas resultó una de las revistas para niños más conocidas de la segunda mitad del siglo XIX; aparecerá durante 32 años, con una tirada de casi 70 000 ejemplares. Autores tales como F. Scott Fitzgerald (futuro autor de El gran Gatsby) o E. B. White (que escribirá sobre todo Stuart Little) fueron miembros de la revista en su niñez y recibieron ánimos de la Liga. Después de la muerte de Mary Mapes Dodge en 1905, la revista St. Nicholas continuó apareciendo hasta los años 1940, «pero la magia había desaparecido».

## Obras

### Novelas
- Irvington Stories, 1864
- Los Patines de plata, 1865
- TIENE Few Friends and How They Amused Themselves, 1869
- Baby Days, 1876
- Donald and Dorothy, 1883
- Baby World, 1884
- The Land of Pluck, 1894

### Poesía
- Rhymes and Jingles, 1874
- Along the Way, 1879
- When Life Is Young, 1894